# 2. česká fotbalová liga 2004/2005

Tento článek vypovídá o 2. nejvyšší fotbalové soutěži v Česku – o jejím dvanáctém ročníku, hraném v sezoně 2004/05
| Poř. | Tým                        | Z  | V  | R  | P  | VG | OG | B  |
| ---- | -------------------------- | -- | -- | -- | -- | -- | -- | -- |
| 1.   | FK SIAD Most               | 29 | 17 | 11 | 1  | 58 | 30 | 61 |
| 2.   | FC Vysočina Jihlava        | 29 | 13 | 10 | 6  | 47 | 31 | 48 |
| 3.   | FC Viktoria Plzeň          | 29 | 12 | 11 | 6  | 33 | 24 | 46 |
| 4.   | SK Kladno                  | 29 | 11 | 10 | 8  | 38 | 24 | 43 |
| 5.   | 1. FC Brno „B“             | 29 | 10 | 6  | 13 | 33 | 32 | 36 |
| 6.   | FC Hradec Králové          | 29 | 10 | 7  | 12 | 39 | 38 | 34 |
| 7.   | FK Viktoria Žižkov         | 29 | 15 | 4  | 10 | 46 | 38 | 34 |
| 8.   | FK Kunovice                | 29 | 8  | 9  | 12 | 29 | 43 | 33 |
| 9.   | FC Vítkovice               | 29 | 11 | 12 | 6  | 37 | 30 | 33 |
| 10.  | AC Sparta Praha „B“        | 29 | 8  | 11 | 10 | 27 | 30 | 32 |
| 11.  | SK Sigma Olomouc „B“       | 29 | 8  | 10 | 11 | 33 | 39 | 31 |
| 12.  | MFK Ústí nad Labem         | 29 | 8  | 9  | 12 | 29 | 40 | 30 |
| 13.  | SK Hanácká Slavia Kroměříž | 29 | 6  | 11 | 12 | 30 | 46 | 28 |
| 14.  | FK AS Pardubice            | 29 | 6  | 10 | 13 | 23 | 37 | 27 |
| 15.  | TJ Tatran Prachatice       | 29 | 6  | 9  | 14 | 31 | 42 | 26 |
| 16.  | FC Bohemians Praha         | 15 | 3  | 6  | 6  | 15 | 24 | 9  |

Poznámky
- Na podzim bylo sehráno předpokládaných 15 kol, ale kvůli vyloučení FC Bohemians Praha během zimní přestávky se na jaře odehrálo pouze 14 kol.
- Týmu Vítkovic bylo během sezóny odebráno 12 a týmu Viktorie Žižkov 3 bodů.
- FC Viktoria Plzeň postoupila do 1. ligy kvůli krachu 1. FK Drnovice.

## Soupisky mužstev
(v závorce za jménem je počet utkání a branek)

### FK SIAD MUS Most
Jaroslav Beláň (1/0),
Martin Svoboda (28/0) –
Martin Bielik (7/1),
Martin Boček (9/0),
Adam Brzezina (22/10),
Ladislav Doksanský (1/0),
Karel Doležal (15/0),
Josef Hranička (10/1),
Ladislav Jamrich (7/0),
Jiří Jedinák (3/0),
Petr Jendruščák (11/1),
Tomáš Kulvajt (18/5),
Michal Macek (27/0),
Jiří Novotný (14/2),
Kamil Novotný (5/0),
Milan Páleník (1/0),
Tomáš Pilař (28/12),
Tomáš Poláček (28/3),
Jan Procházka (26/1),
Michal Salák (6/0),
Horst Siegl (29/16),
Richard Sitarčík (27/1),
Jaroslav Škoda (28/3),
Václav Štípek (2/0),
Roman Švrček (2/0),
Petr Zábojník (24/4) –
trenér Přemysl Bičovský

### FC Vysočina Jihlava
Petr Tulis (4/0/0),
Michal Vorel (25/0/6) –
Pavel Bartoš (27/2),
Petr Baštař (28/6),
Aleš Hošťálek (14/1),
Michal Kadlec (23/1),
Tomáš Kaplan (15/6),
Jiří Liška (26/0),
Michal Lovětínský (20/5),
Jiří Malínek (22/2),
Michal Pacholík (20/0),
Petr Sedlák (9/0),
Pavel Simr (28/15),
Radek Sionko (7/1),
Ondřej Šourek (27/1),
Jan Štohanzl (21/0),
Lukáš Vaculík (9/0),
Vladimír Vácha (6/2),
Michal Veselý (20/0),
Petr Vladyka (29/5),
Pavel Vojtíšek (21/0),
Štěpán Wasserbauer (3/0) –
trenér Karel Večeřa st.

### FC Viktoria Plzeň
Martin Ticháček (29/0) –
Jindřich Bittengl (7/0),
Tomáš Borek (4/0),
Jan Broschinský (9/0),
Martin Černoch (20/7),
Martin Fillo (25/5),
Pavel Hašek (12/0),
Róbert Jež (14/2),
Petr Kašťák (6/1),
Martin Knakal (21/2),
Petr Knakal (22/0),
Miloslav Kousal (23/5),
Tomáš Kukol (27/1),
David Limberský (10/1),
Josef Parlásek (8/0),
Michal Petrouš (5/0),
Radek Pilař (21/4),
Miroslav Poredský (13/0),
Václav Procházka (12/0),
Jiří Razím (5/0),
Marek Smola (27/0),
Filip Stibůrek (9/0),
Jiří Šíma (15/0),
Petr Šíma (28/4),
David Vaněček (2/0),
Jan Zakopal (28/1) –
trenér Martin Pulpit

### SK Kladno
Michal Daněk (18/0),
Petr Kut (3/0),
Václav Winter (9/0) –
Miloš Brezinský (6/0),
Josef Galbavý (25/1),
Tomáš Hašler (19/1),
Filip Herda (22/0),
David Hlava (17/1),
Lukáš Hodan (4/0),
Antonín Holub (1/0),
Lukáš Hrabák (16/1),
Jaroslav Jordák (6/0),
Sven Jurkovský (1/0),
Václav Kalina (28/5),
Lukáš Bauer (27/0),
Lukáš Kreuz (23/1),
Lukáš Magera (12/3),
Tomáš Marek (29/0),
Marcel Melecký (18/0),
Aleš Neuwirth (13/3),
Tomáš Procházka (20/2),
Filip Racko (19/4),
Tomáš Strnad (26/2),
Jan Suchopárek (24/3),
Petr Šafář (2/0),
Tomáš Vlasatý (1/0),
Michal Zachariáš (27/13) –
trenér Miroslav Koubek

### 1. FC Brno „B“
Tomáš Belic (18/0),
Peter Brezovan (5/0),
Martin Doležal (3/0),
Vlastimil Hrubý (3/0) –
Libor Baláž (2/0),
Michal Belej (24/3),
Jaroslav Černý (2/2),
Michal Drábek (3/0),
Martin Dupal (19/1),
Lukáš Hlavatý (5/0),
Mario Holek (9/0),
Zdeněk Houšť (3/0),
Filip Chlup (24/4),
Ladislav Jirásek (12/0),
Lukáš Jiříkovský (1/0),
Pavel Kalouda (2/0),
Jiří Kowalík (4/1),
Miroslav Král (7/0),
Karel Kroupa (7/2),
Petr Křivánek (10/1),
Martin Kuncl (23/0),
Zdeněk Látal (24/0),
Tomáš Máša (11/0),
Pavel Mezlík (11/2),
Radek Mezlík (18/0),
Ivo Michal (1/0),
Petr Musil (2/0),
Martin Nosko (2/0),
Zdeněk Partyš (28/1),
Nenad Pleš (2/0),
Miroslav Poredský (13/2),
Pavol Sedlák (7/1),
Aleš Schuster (4/0),
Petr Schwarz (15/2),
Patrik Siegl (1/2),
Radim Stér (2/0),
Milan Svoboda (8/1),
Petr Šíp (2/0),
Pavel Šustr (8/0),
Petr Švancara (5/3),
Jan Trousil (1/0),
Pavel Vrána (13/2),
Marek Zúbek (2/0),
Martin Živný (8/0) –
trenér Petr Maléř

### SK Hradec Králové
Radim Ottmar (3/0),
Karel Podhajský (22/0),
Luboš Přibyl (5/0) –
Michal Blažej (13/0),
Pavel Černý (21/1),
Jaroslav David (5/0),
Oleh Duchnyč (1/0),
Jan Filip (14/2),
Roman Gibala (5/0),
Juraj Hrmo (9/2),
Tomáš Jirsák (24/5),
Roman Jůn (23/4),
Daniel Kaplan (1/0),
Dalibor Karnay (13/2),
Jan Kraus (24/7),
Patrik Křap (23/1),
Tomáš Kučera (23/4),
Pavel Lukáš (25/2),
Lukáš Mach (11/0),
Martin Merganc (4/0),
Marek Plašil (9/0),
Jiří Poděbradský (29/1),
Vladimír Pokorný (7/0),
Tomáš Rezek (3/0),
Adrian Rolko (1/0),
Josef Semerák (14/2),
Zdeněk Ševčík (12/2),
Pavel Šíranec (10/2),
Michal Šmarda (28/1),
Michal Vaniš (1/0),
Miroslav Zemánek (15/1) –
trenéři Juraj Šimurka (1.–23. kolo) a Karel Krejčík (24.–30. kolo)

### FK Viktoria Žižkov
Peter Bartalský (13/0),
Lukáš Paleček (1/0),
Petr Pižanowski (15/0) –
Milan Barteska (13/1),
Jiří Birhanzl (1/0),
Jan Buryán (24/4),
Miloš Čáp (14/0),
Marián Dirnbach (24/1),
Radek Görner (11/0),
Josef Hoffmann (9/0),
Jakub Hottek (24/0),
Tomáš Jandzik (2/0),
David Kalivoda (8/3),
Ondřej Kejha (2/0),
Maroš Klimpl (14/5),
Matej Krajčík (10/0),
Michal Kropík (21/1),
Peter Krutý (13/0),
Pavel Málek (1/0),
Petr Mikolanda (26/13),
Jan Novotný (22/1),
Ondřej Prášil (25/1),
Martin Prohászka (24/11),
Lukáš Procházka (2/0),
Luděk Stracený (22/5),
Michal Ščasný (21/0),
David Šefrna (3/0),
Marcel Šťastný (5/0),
Adam Varadi (12/0),
Jan Velkoborský (13/1) –
trenéři Stanislav Levý (1.–15. kolo) a František Kopač (16.–30. kolo)

### FK Kunovice
Michal Kosmál (12/0),
Marián Malárik (9/0),
Jan Zubík (10/0) –
René Bábíček (5/0),
Rudolf Bíly (23/0),
Daniel Čakajík (5/0),
Petr Faldyna (26/8),
Roman Fischer (26/2),
Tibor Goljan (11/0),
Róbert Hejčík (11/1),
David Helísek (25/1),
Jaroslav Josefík (19/0),
Martin Kasálek (10/0),
David Kopčil (28/4),
Petr Lukeš (12/0),
Daniel Máčala (28/3),
Lukáš Matůš (26/2),
Rudolf Obal (13/2),
Michal Ševela (27/3),
Petr Švach (13/0),
Milan Válek (8/0),
Libor Zapletal (13/0),
Petr Zemánek (28/3),
Pavel Žák (9/0) –
trenéři Zdeněk Lorenc (1.–4. kolo) a Lubomír Blaha st. (5.–30. kolo)

### FC Vítkovice
Jaroslav Gramblička (2/0),
Marián Kello (27/0) –
Miroslav Černý (22/7),
Jozef Čertík (1/0),
Radim Derych (26/3),
Tomáš Freisler (20/2),
Martin Kadeřávek (7/1),
Miroslav Kaloč (17/0),
Daniel Kaspřík (25/3),
Lubor Knapp (25/1),
Přemysl Krpec (6/0),
Pavel Kunc (25/2),
Ondřej Kušnír (21/0),
Daniel Kutty (25/4),
Pavel Los (5/0),
Martin Lukšík (13/1),
Vladimír Majsniar (13/3),
Tomáš Mikulenka (18/1),
Lubomír Němec (6/0),
Petr Nosálek (1/0),
Lukáš Polónyi (3/0),
David Pražák (13/0),
Milan Prčík (7/1),
Daniel Rygel (25/4),
Ondřej Smetana (7/2),
Leoš Švancer (1/0),
Rostislav Švec (19/1),
Martin Třasák (18/0),
Aleš Vojáček (18/1) –
trenéři Václav Daněk (1.–15. kolo) a Lubomír Vlk (16.–30. kolo)

### AC Sparta Praha „B“
David Bičík (10/0),
Tomáš Grigar (17/0),
Lukáš Zich (2/0) –
Patrice Abanda (3/1),
Miroslav Baranek (4/1),
Marek Čech (10/0),
Radim Fikejz (1/0),
Ondřej Herzán (24/0),
Radek Hochmeister (9/0),
Jiří Homola (2/0),
Ondřej Honka (7/1),
Marek Chrobák (2/0),
Jiří Jeslínek (1/1),
Petr Johana (2/0),
Marek Jungr (1/0),
David Kopta (28/1),
Jiří Koubský (4/1),
Štěpán Kučera (19/3),
Vladimír Labant (6/2),
Pavel Malcharek (23/3),
Tomáš Matějka (1/0),
Michal Meduna (3/1),
Jiří Němec (15/0),
Milan Pacanda (2/1),
Tomáš Pechar (11/0),
Pavel Pergl (1/0),
Tomáš Rada (26/0),
Jan Rezek (14/2),
Ondřej Sedláček (2/0),
David Střihavka (13/4),
Jan Svátek (15/1),
Jan Šimák (6/2),
Jan Šimůnek (4/0),
Martin Turek (3/0),
Zdeněk Volek (25/0),
Ladislav Volešák (14/0),
Jan Vondra (16/0),
Petr Voříšek (8/1),
Michal Zelenka (27/1),
Michael Žižka (15/1) –
trenér Boris Kočí

### SK Sigma Olomouc „B“
Martin Blaha (14/0),
Tomáš Černý (16/0) –
Břetislav Balcárek (3/1),
Aleš Bednář (2/1),
Tomáš Bouška (5/2),
Štefan Czucz (1/0),
Petr Dragoun (3/1),
Vlastimil Fiala (8/0),
Tomáš Glos (14/1),
Michal Hubník (8/3),
Martin Hudec (3/0),
Jakub Hymr (1/0),
Tomáš Janotka (27/1),
Mojmír Jaroš (2/1),
Václav Jordánek (10/1),
David Kobylík (2/0),
Petr Kobylík (25/0),
Martin Komárek (23/0),
Radim Kopecký (28/0),
Michal Kovář (1/0),
Radim König (6/1),
Roman Kuba (13/0),
Karel Kysela (1/0),
Vilém Papica (3/0),
Andrej Pečnik (3/0),
Jaroslav Prekop (19/8),
Tomáš Randa (2/0),
Jan Roupec (11/1),
Filip Rýdel (20/1),
Jan Schulmeister (23/0),
Vojtěch Schulmeister (14/4),
Lumír Stoklásek (27/0),
Pavel Suchánek (1/0),
Aleš Škerle (21/2),
Radek Špiláček (3/1),
Pavel Šultes (14/2),
Kamil Vacek (9/1),
Michal Vepřek (9/0),
Martin Vyskočil (4/0),
Pavel Zbožínek (1/0) –
trenér Zdeněk Psotka

### MFK Ústí nad Labem
Zdeněk Divecký (13/0),
Radim Vlasák (16/0) –
Petr Dragoun (17/1),
Petr Fousek (25/3),
Patrik Gross (28/0),
Martin Hruška (25/2),
Vlastimil Chod (6/0),
Milan Janeček (2/0),
Pavel Karlík (10/2),
Aleš Kočí (26/0),
Jiří Kostečka (20/1),
Stanislav Kučera (25/1),
Jan Kysela (20/2),
Jan Martykán (14/1),
Tomáš Novák (24/4),
Lukáš Ohněník (15/3),
Martin Opic (19/1),
Václav Sedlák (22/0),
Lukáš Stožický (1/0),
Vlastimil Stožický (4/0),
Tomáš Šilhavý (10/0),
Jaromír Šmerda (10/0),
Peter Štyvar (27/8),
Michal Valenta (25/0) –
trenéři Michal Zach (1.–24. kolo) a Jiří Plíšek (25.–30. kolo)

### SK Hanácká Slavia Kroměříž
Luděk Juráň (2/0),
Aleš Kořínek (5/0),
Zdeněk Zlámal (23/0) –
Libor Bosák (12/0),
Tomáš Buksa (14/0),
David Čep (18/0),
Roman Drga (22/0),
Marián Farbák (25/2),
Michal Hlavňovský (18/3),
Vlastimil Chytrý (4/1),
Zdeněk Julina (25/1),
Martin Jurčík (20/2),
Michal Kaláb (4/0),
Richard Kalod (11/2),
Jiří Klabal (12/1),
David Klimek (21/1),
Michal Nehoda (24/3),
Jaromír Paciorek (15/3),
Josef Petrů (3/0),
Aleš Ryška (23/7),
Ondřej Stojaník (22/0),
Ivo Světlík (25/0),
Ladislav Šebek (8/0),
Ondřej Šilinger (8/0),
David Šmahaj (13/2),
Ladislav Zakopal (22/2),
Jan Žižka (3/0) –
trenéři Alois Skácel (1.–15. kolo) a Roman Pivarník (16.–30. kolo)

### FK Atlantic Slovan Pardubice
Jiří Bertelman (2/0),
Tomáš Kovář (1/0),
David Šimon (26/0) –
Jakub Adam (24/1),
Lukáš Bajer (26/0),
Milan Bakeš (15/1),
Radek Bukač (15/4),
Pavel Eismann (3/0),
Roman Gibala (15/3),
Michal Gonda (13/0),
Pavel Grznár (14/1),
David Hudec (12/0),
Marek Jandík (17/0),
Jan Jelínek (9/0),
Jiří Kaciáň (20/3),
Zdeněk Koukal (18/4),
Pavel Macháček (24/0),
Josef Němec (9/0),
Pavel Němeček (26/1),
Marian Palát (4/0),
Libor Púčala (14/1),
Jan Šimáček (18/3),
Marcel Šťastný (18/0),
Adrian Vizingr (21/1),
Radek Vrážel (22/0),
Pavel Vrba (11/0) –
trenéři Ivan Pihávek a Lukáš Dubský

### TJ Tatran Prachatice
Peter Holec (6/0),
Zdeněk Křížek (16/0), 
Michal Minár (7/0) –
Pavel Babka (28/0),
Luigi Dedaj (1/0),
Marek Endl (20/0),
Jaroslav Frnoch (2/0),
Vlastimil Grombíř (12/0),
Tomáš Hájovský (12/0),
Robert Hanzal (3/0),
Zdeněk Hanzlík (23/0),
Pavel Kneitel (21/2),
Erik Koršala (18/2),
Tomáš Kostka (4/1),
David Kubiš (28/2),
Peter Kuračka (26/6),
Jaroslav Ludačka (18/0),
Ladislav Luka (6/1),
Michal Mašát (9/1),
Aleš Matoušek (9/0),
Václav Mrkvička (25/7),
Igor Nitrianský (24/0),
Miloslav Penner (9/0),
Roman Pivoňka (13/0),
Jiří Pravda (9/0),
Stanislav Rožboud (10/1),
Martin Smíšek (9/3),
Kamil Tobiáš (11/1),
Jan Zušťák (14/3) –
trenéři Karel Musil (1.–14. kolo), Jiří Jurásek (15. a 24.–30. kolo) a Petr Němec (16.–23. kolo)

### FC Bohemians Praha
Štěpán Kolář (12/0),
Pavel Raba (3/0),
Dominik Rodinger (1/0) –
Eduard Formáček (1/0),
František Hanus (14/1),
Daniel Huňa (11/0),
Jaroslav Janák (11/1),
Michal Klesa (14/2),
Daniel Kocourek (2/0),
Ondřej Kolísek (1/0),
Zdeněk Koukal (4/0),
Martin Kubec (1/0),
Michal Lesák (11/3),
Kamil Matuszny (15/4),
Miroslav Obermajer (13/0),
Miroslav Podrazký (10/0),
Ladislav Prošek (4/0),
Tomáš Strnad (14/1),
Ondřej Szabo (2/0),
Martin Třasák (15/0),
Zdeněk Vaňous (5/0),
David Vyskočil (8/1),
Tomáš Zahradník (4/0),
Karel Zelinka (9/0),
Mirza Zinhasović (7/0),
Jaroslav Žáček (12/0) –
trenéři Dušan Uhrin ml. (1.–11. kolo) a Vladimír Hruška (12.–15. kolo)